# Cotinusa puella
Cotinusa puella är en spindelart som beskrevs av Simon 1900. Cotinusa puella ingår i släktet Cotinusa och familjen hoppspindlar. Inga underarter finns listade i Catalogue of Life.